# Řeřišnice trojlistá
Řeřišnice trojlistá (Cardamine trifolia) je vytrvalá, drobná, bíle kvetoucí rostlina středoevropských hor a podhůří. V České republice patří mezi ohrožené druhy rodu řeřišnice.

## Rozšíření
Druh vyrůstá v souvislém areálu od středních Alp přes severní Apeniny až do Slovinska a Chorvatska na Balkáně, roztroušeně pokračuje i v Západních Karpatech. V Česku roste na větším prostoru jen v Novohradských horách a dále se vyskytuje ojediněle na izolovaných, plošně málo rozměrných místech. V Čechách je to na jižní Šumavě a Českomoravské vrchovině a na Moravě v Hostýnských vrších a Moravskoslezských Beskydách.
Rostliny vyžadují vlhké, humózní, na živiny bohaté a mírně kyselé půdy. Jsou stínomilné, rostou v listnatých nebo smíšených lesích, řidčeji i ve světlých jehličnatých. Na vhodných stanovištích mohou vytvářet husté porosty o rozloze až několika metrů.

## Popis
Vytrvalá rostlina která obráží z plazivého rozvětveného, do 3 mm tlustého, bezšupinatého, až 50 cm dlouhého oddenku kořenícího v uzlinách. Vzpřímená lodyha dorůstající do výše 10 až 25 cm bývá jednoduché nebo větvená, bezlistá nebo s jedním malým trojčetným listem. Přízemní listy na dlouhých řapících vyrůstající z oddenku jsou tuhé, kožovité a přezimující. Jejich kratičce řapíkaté lístky jsou okrouhlé, obvejčité až kosočtverečné, na bázi klínovité a po obvodě nepravidelně mělce laločnaté s laloky zakončenými hroty. Na lící jsou řídce přitiskle chlupaté a tmavě zelené, na rubu holé a sivé až modrozelené.
Květenství je hrozen s 10 až 20 oboupohlavnými čtyřčetnými květy. Jejich bílé kališní lístky s blanitým lemem jsou elipsovité, asi 3 mm dlouhé. Sněhobílé korunní lístky s výrazně zvlněným okrajem a krátkými nehtíky jsou 7 až 11 mm dlouhé. Šest tyčinek nese žluté prašníky, blizna je půlkulovitá. Rostlina kvete od dubna do května a za měsíc nato uzrávají semena, květy jsou opylovány hmyzem. Od pozdního léta prodělávají rostliny období klidu.
Plody jsou šešule, 15 až 30 mm dlouhé a 2 mm široké, vyrůstající na odstávajících až vztyčených stopkách. Šešule obsahuje tři až šest semen.

## Význam
V některých oblastech se řeřišnice trojlistá vysazuje v zastíněných zahradních partiích jako půdopokryvná rostlina, která navíc počátkem léta i pěkně kvete. Může se uměle rozmnožovat rozdělováním kořenů v pozdním létě nebo jarním vysévání semen do květináčů kde se rostlinky asi rok pěstují před výsadbou do volné půdy.

## Ohrožení
V České republice vyrůstá řeřišnice trojlistá pouze v plošně malých a mozaikovitě roztroušených arelách a je proto v "Červeném seznamu cévnatých rostlin České republiky" z roku 2012 hodnocena jako ohrožený druh (C3).

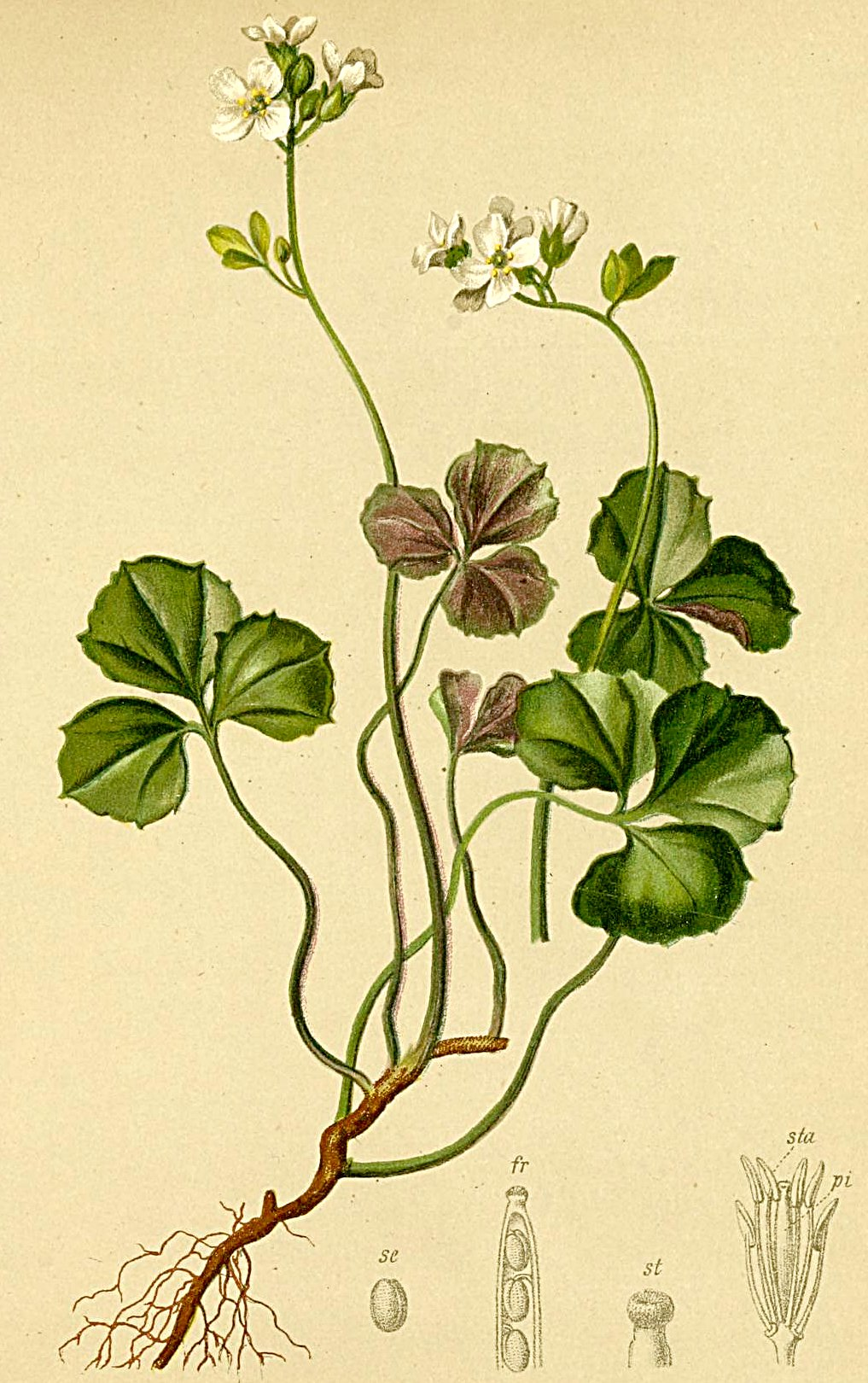
Nákres rostliny
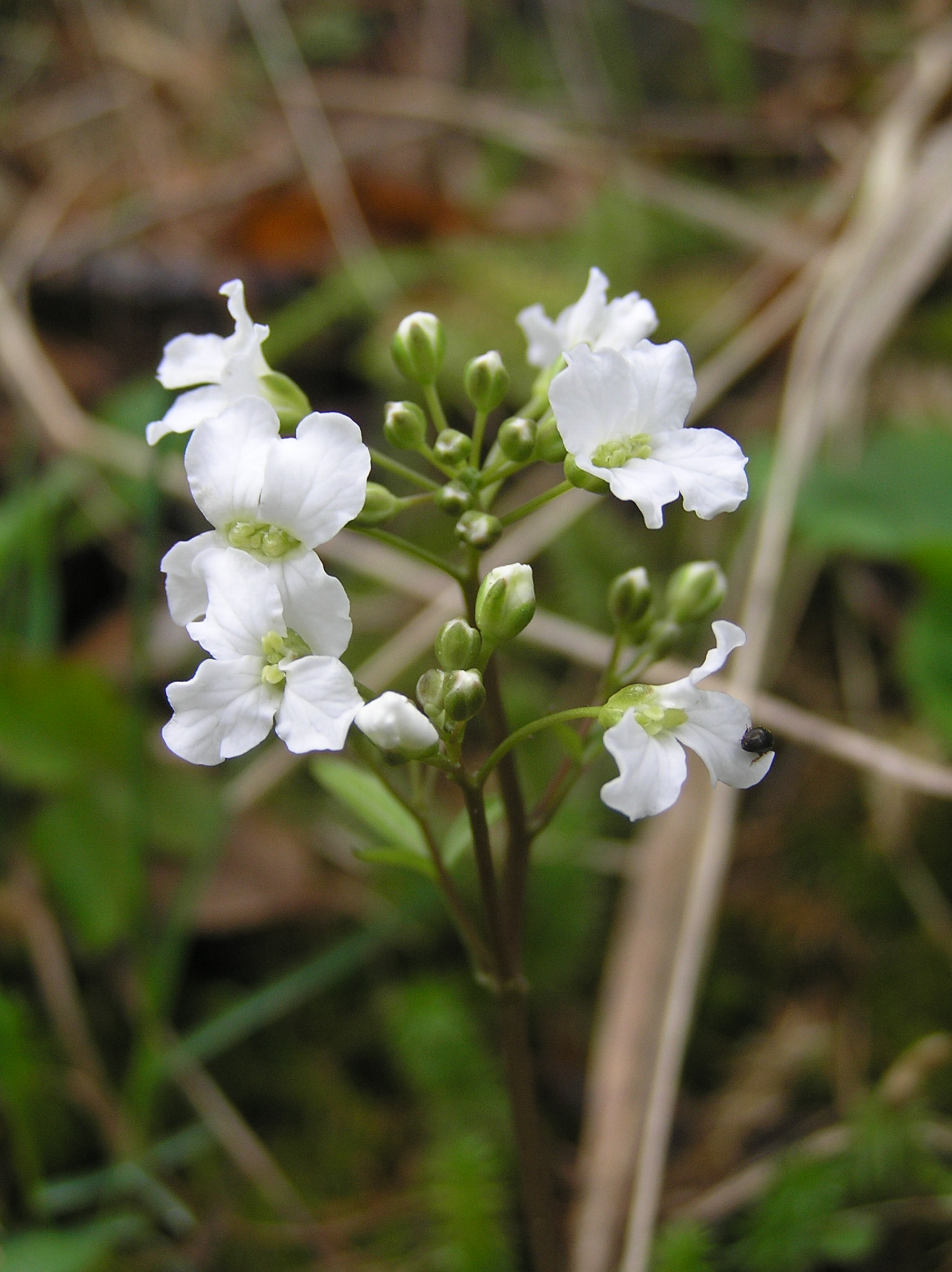
Květy
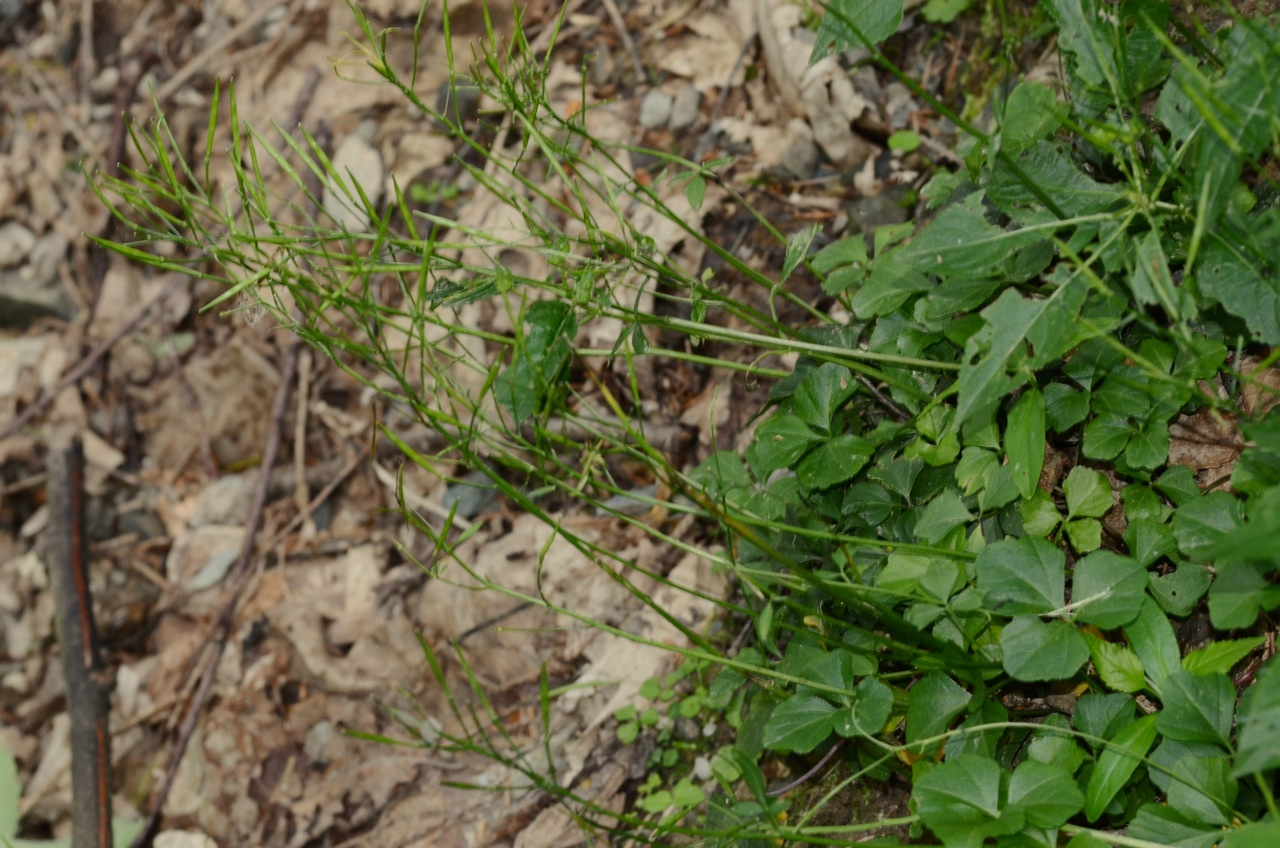
Odkvetlé rostliny se šešulkami